# Morska bestia
Morska bestia (ang. The Sea Beast) – amerykański film animowany z 2022 roku w reżyserii Chrisa Williamsa. Głos pod główne postaci podłożyli Karl Urban i Zaris-Angel Hator. Film miał premierę 15 czerwca 2022 roku na platformie Netflix.

## Fabuła
Młoda dziewczynka, Maisie, zafascynowana opowieściami o morskich przygodach postanawia ukryć się na gapę na pokładzie statku pirackiego, który wyruszyć ma na polowanie na morskiego potwora. Kiedy zostaje odnaleziona przez załogę, wskutek ataku bestii ona i marynarz imieniem Jacob zostają oddzieleni od reszty i zmuszeni poradzić sobie we dwójkę.

## Obsada
- Karl Urban jako Jacob (głos)
- Zaris-Angel Hator jako Maisie (głos)
- Jared Harris jako kapitan Crow (głos)
- Marianne Jean-Baptiste jako Sarah Sharpe (głos)
- Dan Stevens jako admirał Hornagold (głos)
- Jim Carter jako król (głos)
- Doon Mackichan jako królowa (głos)
- Kathy Burke jako Gwen Batterbie (głos)
- Ian Mercer jako Stary Nick (głos)[1]

## Odbiór

### Reakcja krytyków
Film spotkał się z dobrą reakcją krytyków. W agregatorze recenzji Rotten Tomatoes 94% z 108 recenzji uznano za pozytywne. Z kolei w agregatorze Metacritic średnia ważona ocen z 20 recenzji wyniosła 74 punktów na 100.

## Nagrody i nominacje
| Nagroda | Kategoria | Wynik     |
| ------- | --- | --------- |
| Oscary  | Najlepszy długometrażowy film animowany                                                                                                 | nominacja |
| Annie   | Najlepszy pełnometrażowy film animowany                                                                                                 | nominacja |
| Annie   | Najlepsze indywidualne osiągnięcie: dubbing (Zaris-Angel Hator – jako Maisie)                                                           | nominacja |
| Annie   | Najlepsze indywidualne osiągnięcie: efekty animowane (R. Spencer Lueders, Dmitriy Kolesnik, Kiel Gnebba, Oleksandr Loboda, Jeremy Hoey) | nominacja |
| Annie   | Najlepsze indywidualne osiągnięcie: montaż (Joyce Arrastia, Will Erokan, Vivek ‘Vic’ Sharma, Michael Hugh O’Donnell i Daniel Ortiz)     | nominacja |
| Annie   | Najlepsze indywidualne osiągnięcie: muzyka (Mark Mancina, Nell Benjamin i Laurence O’Keefe)                                             | nominacja |
| Annie   | Najlepsze indywidualne osiągnięcie: scenografia (Matthias Lechner, Woonyoung Jung)                                                      | nominacja |